# Xercès Louis
Xercès Louis (Sainte-Marie, 31 de outubro de 1926 - La Grand-Combe, 1978) foi um futebolista francês nascido na Martinica. Ele competiu na Copa do Mundo FIFA de 1954, sediada na Suíça, na qual a seleção francesa terminou na nona colocação dentre os 16 participantes.